# Moulins-le-Carbonnel
Moulins-le-Carbonnel är en kommun i departementet Sarthe i regionen Pays de la Loire i nordvästra Frankrike. Kommunen ligger i kantonen Saint-Paterne som tillhör arrondissementet Mamers. År 2022 hade Moulins-le-Carbonnel 697 invånare.

## Befolkningsutveckling
Antalet invånare i kommunen Moulins-le-Carbonnel
| Referens: INSEE |